# Issey Miyake
Issey Miyake (三宅 一生 Miyake Issei?), född 22 april 1938 i Hiroshima, död 5 augusti 2022 i Tokyo, var en japansk modeskapare känd för sina tekniskt och konstnärligt avancerade plagg och sina parfymer.

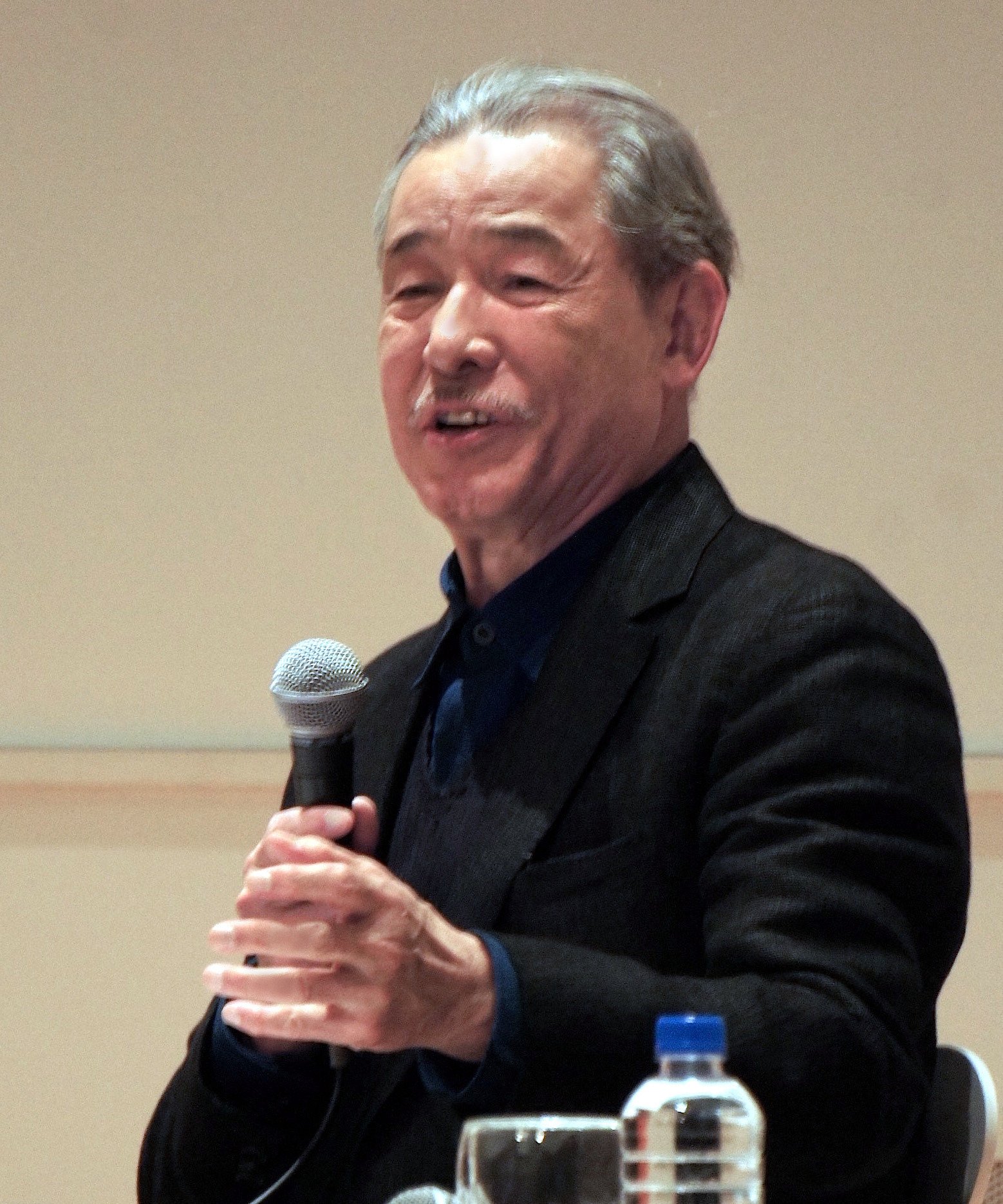
Issey Miyake, 2016.

Efter att ha utbildat sig till grafisk designer i Tokyo arbetade Miyake i New York och Paris men började så småningom att inrikta sig på kläder. År 1970 grundade han modehus i eget namn. Miyake började tidigt experimentera med olika plisserings- och formpressningstekniker, som han använde för att skapa intrikat konstruerade plagg med en starkt avantgardistisk känsla. Hans stil utmärktes redan från början av ett nära förhållande till samtidskonsten, både i plaggen och på modevisningarna. År 1992 lanserades hans första parfym, L'Eau d'Issey.
Numera har Dai Fujiwara tagit över som ledare av modehuset, medan Miyake själv ägnade sig åt andra projekt inom mode och design.

## Bilder

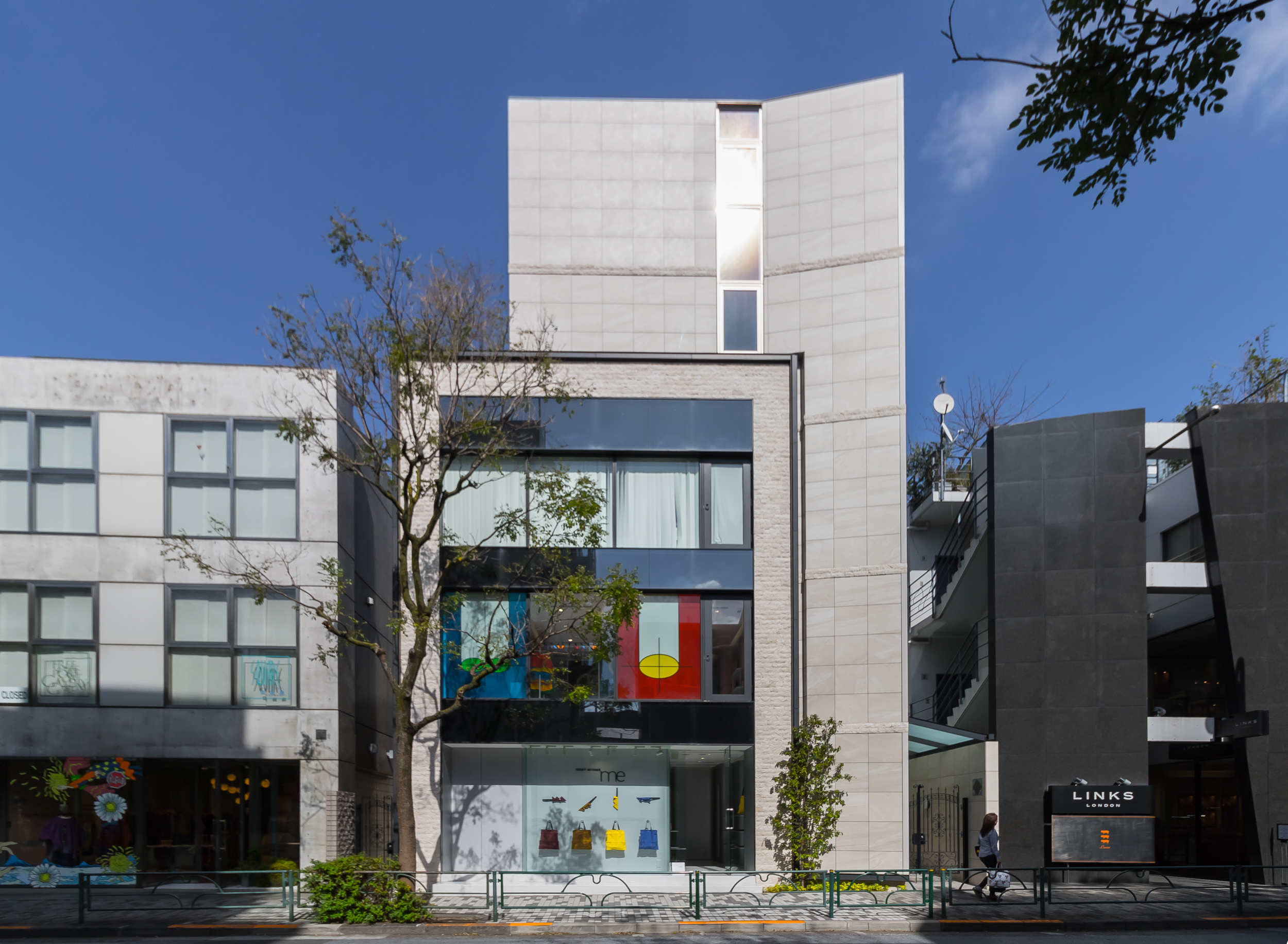
Kontor i Aoyama, 2018.
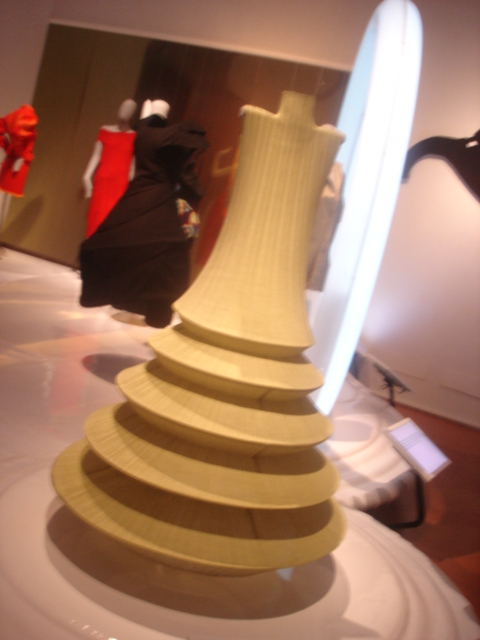
Klänning av Issey Miyake utställd i Florens 2007.
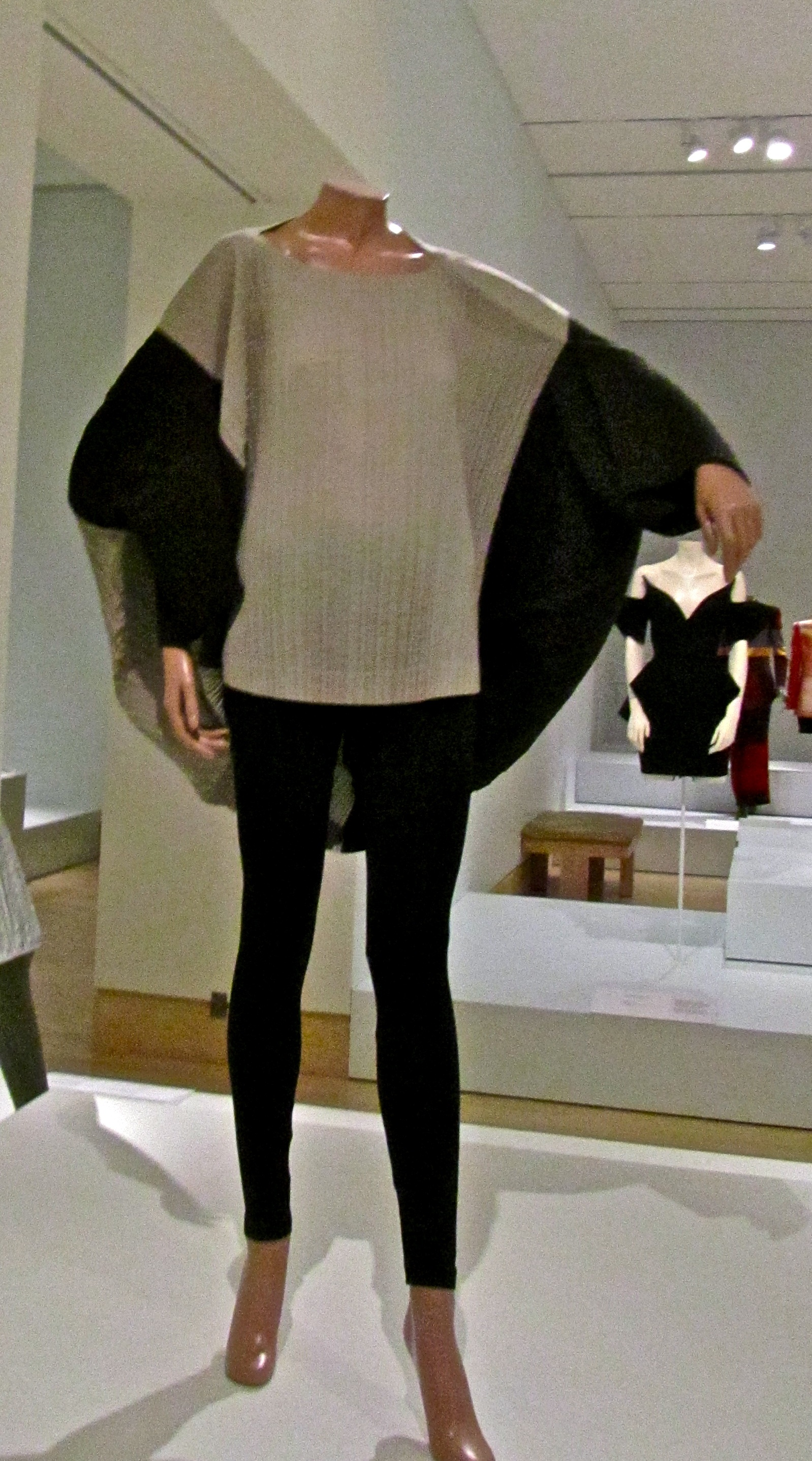
Plagg ur "Rhythm Pleats"-kollektionen 1990; plisserad och formpressad polyester.
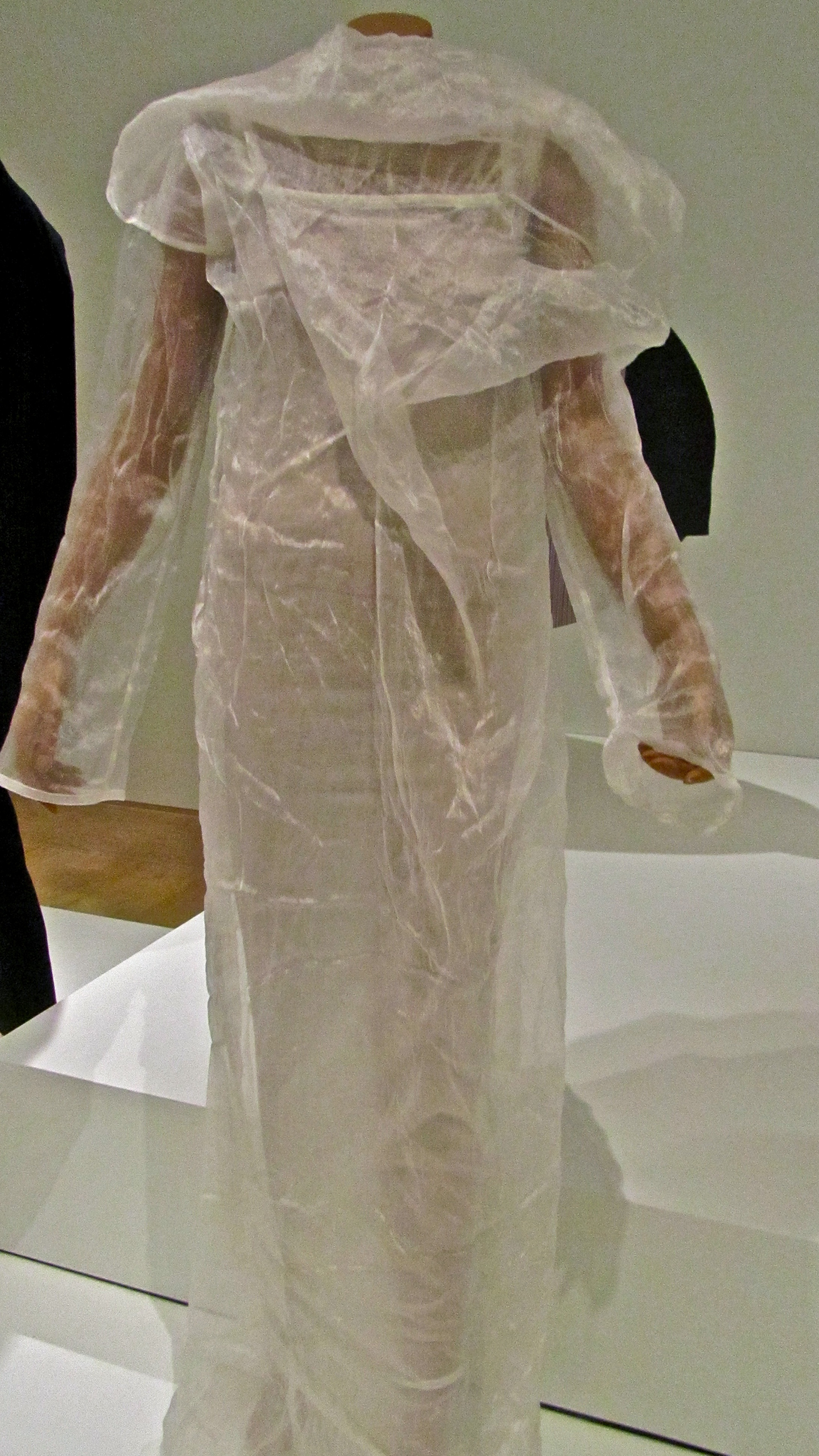
Kreation av Issey Miyake med karakteristiskt användande av transparenta material.